# Lifetimes
Albums de Katy Perry
143
(2024)
Singles de Katy Perry
Woman's World
(2024) I'M HIS, HE'S MINE
(2024)
Clip vidéo
[vidéo] « LIFETIMES », sur YouTube
Lifetimes (en français : "Des vies entières"), stylisé en majuscules, est une chanson de l’autrice-compositrice-interprète américaine Katy Perry. Elle sort le 8 août 2024 en tant que deuxième extrait préfigurant sur son album studio, 143, commercialisé et distribué par le label Capitol,,,,.

## Composition
Co-écrit initialement par Katy Perry elle-même, LunchMoney Lewis, Rocco Valdes, Ryan Ogren, Sarah Hudson, et Theron Thomas, Lifetimes est un titre chanté intégralement en anglais et longue d’une durée de trois minutes et douze secondes au total. Lifetimes a été produit par Vaugh Oliver ainsi que Dr. Luke,.
La rythmique électropop, qui n’est pas sans rappeler des classiques du genre comme California Gurls, donne une dimension chaleureuse au titre, et se place déjà comme un potentiel tube de l’été.
La chanteuse expliqua qu'elle fût influencée par sa fille Daisy Dove Bloom : "C'est marrant la manière dont parfois tu recherches ton âme sœur chez un partenaire. [...] Pour moi, ça vint sous la forme de Daisy. J'ai écrit 'Lifetimes' à propos d'elle. Chaque soir, avant que nous n'allions dormir, je luidis 'Je t'aime' , puis je lui ai demandé : 'me retrouveras-tu dans chaque vie ?', et elle répondit 'oui'.",,

## Clip vidéo

### Résumé
Le clip de LIFETIMES est dirigé par le réalisateur STILLZ. Il est filmé au nord de l'Espagne, dans les îles Baléares, à Ibiza,,,.
Le concept de la vidéo représente Katy Perry faisant du bateau, étant conduite par un motard à travers l'île de Formentera, et jouant à des sports nautiques avec un groupe de personnes en bikini sur une plage avant de danser dans un club. Dans son clip, la star de la pop nous embarque dans une ambiance estivale : l’insouciance, la fête et les maillots de bains sont au rendez-vous,. Dans la vidéo, la chanteuse dévoile la tracklist de son album 143,,.

### Enquête
Le clip Lifetimes de Katy Perry visé par une enquête aux Baléares pour un tournage non autorisé. La chanteuse est soupçonnée d’avoir tourné un clip dans un parc naturel protégé aux Baléares. Certaines scènes ont été tournées illégalement dans des zones protégées. Le 13 août 2024, le Département de l’environnement des îles Baléares a publié un communiqué de presse le mardi 13 août, précisant que la société de production responsable du clip, WeOwnTheCity, n’avait pas demandé les autorisations requises pour filmer dans le parc naturel de l’île de S’Espalmador, une zone protégée située au nord de l'île de Formentera. Ainsi, Katy Perry n'aurait jamais obtenu l'autorisation de tourner sur ces lieux. Elle aurait tourné dans une zone protégée dont l'accès est barré par des cordes. De plus, ces dunes se situent au parc naturel de Ses Salines d’Ibiza classé au patrimoine mondial de l'UNESCO depuis 1999. L’enquête a été lancée pour évaluer les dommages potentiels. Les résultats détermineront les sanctions éventuelles à l’encontre de la société de production. Toutefois, les autorités Baléares ont souligné que les seuls faits qui sont pour le moment reprochés à WeOwnTheCity, l’absence d’autorisation, constituent une violation des procédures administratives en vigueur, ou encore une "infraction" et non un « crime contre l’environnement », car il est possible de tourner sur ces lieux tant qu'une autorisation est déposée,,.

## Palmarès
| Palmarès (2024)    | Palmarès (2024)    | Meilleure position | Meilleure position |
| ------------------ | ------------------ | ------------------ | ------------------ |
| Nederlandse Top 40 | Nederlandse Top 40 | 29                 | 29                 |

## Historique de sorties
| Territoire | Date        | Format                          | Version   | Label   |
| ---------- | ----------- | ------------------------------- | --------- | ------- |
| Monde      | 8 août 2024 | - Téléchargement - écoute libre | Originale | Capitol |